# Alexander Illarionowitsch Wassiltschikow

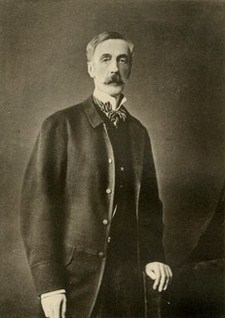
Alexander Illarionowitsch Wassiltschikow

Alexander Illarionowitsch Wassiltschikow (kyrillisch: Александр Илларионович Васильчиков; * 7. November 1818 in Sankt Petersburg; † 14. Oktober 1881 in Trubetchino (Oblast Lipezk, Gouvernement Tambow)) war ein russischer Fürst, Schriftsteller und Staatsrat.

## Leben
Knes A.I. Wassiltschikow studierte 1839 an der Kaiserlichen Universität Sankt Petersburg mit dem Abschluss in Rechtswissenschaften. Für die sich anschließenden Arbeit in einer Kanzlei konnte er sich nicht begeistern und folgte Anfang 1840 einer Einladung nach Kaukasien, um dort eine neue Verwaltungsstruktur aufzubauen. Als diese Aufgabe im Jahre 1841 scheiterte, ging Alexander nach Sankt Petersburg zurück, 1845 wurde er als junger Beamter in die II. Abteilung der Staatskanzlei aufgenommen. 1846 bis 1848 wurde er zum Zeremonienmeister an den Kaiserlichen Hof berufen. Danach zog er in das Gouvernement Nowgorod, war von 1848 bis 1851 Bezirksvorsteher des 1. Bezirks und von 1851 bis 1854 Adelsmarschall im Gouvernement Nowgorod. A.I. Wassiltschikow entwickelte sich zu einem gesetzestreuen und strengen Staatsbeamten, der statt die Gouverneurspflichten in Nowgorod zu übernehmen sich lieber auf seine Besitzungen im Gouvernement Kowno zurückzog und sich der Landwirtschaft widmete.
Von 1853 bis 1856 wurde er während des Krimkriegs zur Miliz einberufen, in der sein Bruder Wiktor als Stabschef diente. Nach der Niederlage des Russischen Kaiserreichs zog es Alexander wieder in das Gouvernement Nowgorod. Sein neues Fach- und Sachgebiet wurde nun die beginnende Bauernreform und Selbstverwaltung in dem Gouvernement, so dass er sich in kürzester Zeit zu einem gefragten Fachmann emporarbeitete. Er wurde Mitglied in Kommissionen und Komitees, arbeitete an den Bauernreformen und Bauernrechten und setzte ab 1864 die erlassenen Reformen zur Selbstverwaltung um. Von 1865 bis 1872 war er Mitglied in der Provinzversammlung von Nowgorod und veröffentlichte eine Reihe von Werken. Ende 1872 wurde er in das Ministerium für Staatseigentum berufen und arbeitete in der „Kommission zur Untersuchung der Lage der Landwirtschaft und der ländlichen Produktivität in Russland“. In dieser Kommission bestand er auf der wiederholten Meinung, dass „der Knoten der Frage der Verbesserung der Landwirtschaft in der Steuerreform besteht“. 1872 wurde Wassiltschikow Vorsitzender der St. Petersburger Abteilung des Komitees für Darlehenspartnerschaften und blieb in dieser Position bis zu seinem Tod. Von 1876 bis 1878 war er Vorsitzender der St. Petersburger Abteilung des Slawischen Komitees. Im Sommer 1881, kurz vor seinem Tod, wurde er als sachkundiger Mitarbeiter zur Diskussion über die Senkung der Rücknahmezahlungen eingeladen.

## Der Sekundant
A.I. Wassiltschikow stand mit dem russischen Dichter Michail Jurjewitsch Lermontow (1814–1841) in freundschaftlicher und geistiger Verbindung. Nachdem Lermontow einen Streit mit Nikolai Martynow hatte kam es zwischen diesen, am 13. Juli 1841, zu einem Pistolenduell, sein Sekundant war Alexander Illarionowitsch. Wegen dieser Teilnahme wurde er vor Gericht gestellt, aber von Zar Nikolaus I. begnadigt, der Zar hatte die Verdienste des Vaters Illarion Wassiljewitsch Wassiltschikow berücksichtigt und Gnade vor Recht ergehen lassen.

## Schriftsteller und Publizist
Seine Publikationen hingen eng mit sozialen Aktivitäten und Fragen der Zeitgeschichte zusammen. In seinen Broschüren versuchte er Antworten auf gesellschaftliche Entwicklungen zu geben und er verteidigte die neue Form der Selbstverwaltung (Semstwo). Seine Hauptwerke waren: „Über Selbstverwaltung“ (Petersb. 1862); „Ackerbau und Grundbesitz in Rußland und anderen europäischen Staaten“ (das. 1876, 2 Bde.); „Landleben und Landwirtschaft in Rußland“ (das. 1881). Zu seinen Broschüren und Schriftreihen zählen:
- Der russische Verwalter der neuesten Schule, mit einem Vorwort von Yu F. Samarin (Berlin, 1868).
- Über die Selbstverwaltung (1. Auflage – 1869, 2. Auflage – 1872).
- Brief an den Bildungsminister Graf Tolstoi von Prince.  Vasilchikova, (Berlin, 1875), in dem er den Klassizismus nicht als Gegenmittel gegen nihilistische Ideen ansieht.
- Landbesitz und Landwirtschaft in Russland und anderen europäischen Staaten (1. Aufl. – 1876, 2. Aufl. – 1881).
- Über den Kleinkredit (1876).
- Landleben und Landwirtschaft in Russland (1881), Kompendium seines Aufsatzes "Landbesitz und Landwirtschaft".

## Gründer einer Genossenschaft
Im Jahre 1871 gründete A.I. Wassiltschikow zusammen mit Nikolai Wassiljewitsch Vereshchagin und Eugen Walentin De Roberti das „Komitee für ländliche Spar- und Darlehenspartnerschaften“, welches auf der Brüsseler Ausstellung 1876 mit einer Silbermedaille ausgezeichnet wurde. Diese Organisation bestand bis 1917 und koordinierte zu Beginn des 20. Jahrhunderts die Aktivitäten von über 1500 Kleinkreditinstituten in Form von Selbstverwaltungsgenossenschaften.

## Herkunft und Familie

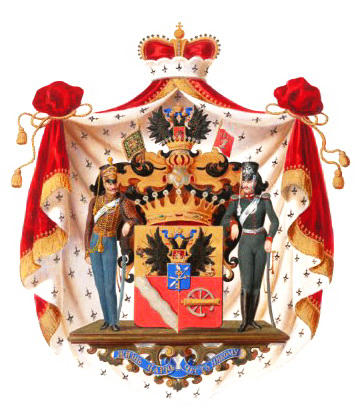
Fürstenwappen der Familie Wassiltschikow

Die Wassiltschikows  sind ein uradliges russisches Bojaregeschlecht. Alexander Illarionowitsch war der älteste Sohn von Fürst Illarion Wassiljewitsch Wassiltschikow (1776–1847) und der Hofdame Tatyana Wassiljewna, geborene Pashkova (1793–1875). Seine Brüder waren die russischen Generalleutnante Illarion Illarionowitsch Wassiltschikow (1805–1862) und Wiktor Illarionowitsch Wassiltschikow (1820–1878). Alexander Illarionowitsch heiratete Eugenia Iwanowna Senjawin (1829–1862). Ihre Nachkommen waren: Olga Alexandrowna (1857–1934) ⚭ Graf Michail Pawlowitsch Tolstoi; Fürst Boris Alexandrowitsch (1860–1931) ⚭ Sofia Nikolajewna Meshcherskaya (1867–1942); Eugenie Alexandrowna (1862–1884) ⚭ Sergei Alexandrowitsch Graf Stroganow (1852–1923).